# Apeniny Środkowe

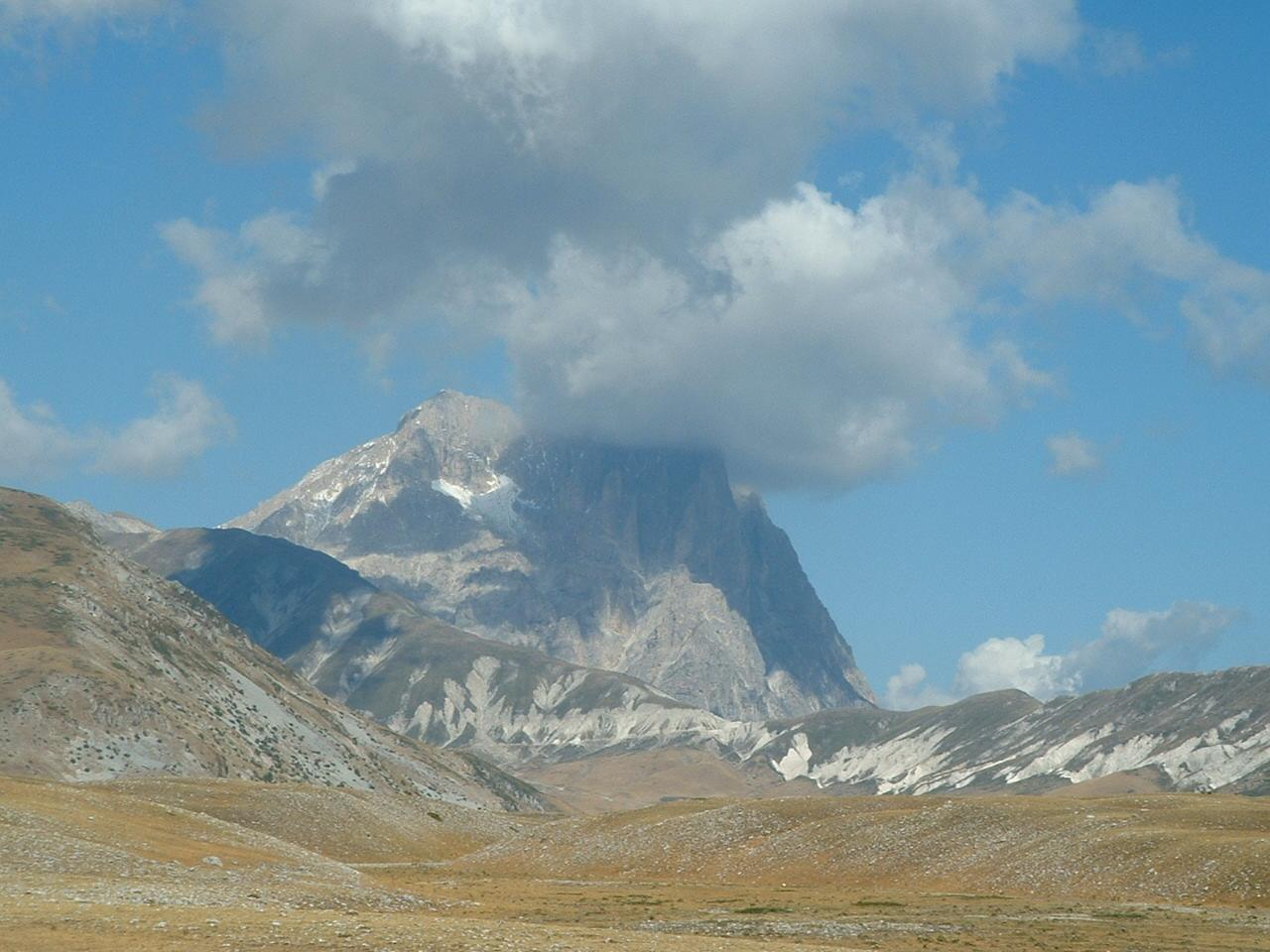
Gran Sasso

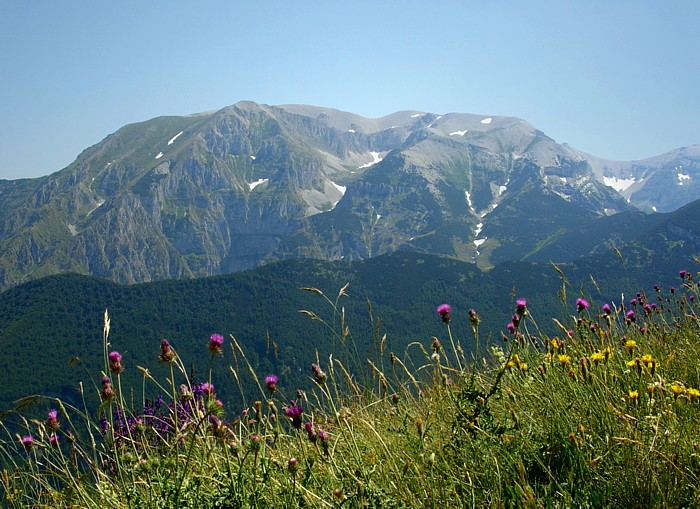
Majella

Apeniny Środkowe (wł. Appennino Centrale) − najbardziej rozległa część młodych gór fałdowych – Apeninów, rozciągają się mniej więcej od okolic Perugii i Tybru do okolic Neapolu. W północnej części (Góry Sabińskie) najwyższym szczytem jest Monte Vettore (2476 m). W południowej części Apeninów Środkowych można wyróżnić 3 równoległe mniejsze łańcuchy, zachodni (Góry Sabińskie) z kulminacją Monte Viglio (2156 m), centralny Monte Terminillo (2217 m) i Monte Velino (2486) oraz wschodni z najwyższym szczytem całych Apeninów Corno Grande (2912 m) i grupą Majella z (Monte Amaro 2793 m).
Między łańcuchami zachodnim i centralnym leży równina Rieti, dolina Salto i jezioro Fucine. Między wschodnim i centralnym łańcuchem leżą doliny L’Aquila i Sulmona. Główne rzeki to Nera, z dopływami Velino i Salto, oraz Aniene. Zarówno Nera jak i Aniene zasilają Tyber.
Apeniny Środkowe przecięte są liniami kolejowymi z Rzymu do Castelammare Adriatico przez Avezzano i Sulmonę; linia z Orte do Terni przebiega przez dolinę Nery. W starożytności Via Salaria, Via Caecilia i Via Valeria-Claudia biegły tutaj z Rzymu do wybrzeża Adriatyku. Wulkaniczne wzgórza Rzymu oddzielone są od Apeninów rzeką Tyber.